# Лејк Дон Педро (Калифорнија)
Лејк Дон Педро (енгл. Lake Don Pedro) насељено је место без административног статуса у америчкој савезној држави Калифорнија.

## Демографија
По попису из 2010. године број становника је 1.077.
| Група             | 2000.    | 2010.       |
| Белци             | 0 (0,0%) | 901 (83,7%) |
| Афроамериканци    | 0 (0,0%) | 7 (0,6%)    |
| Азијати           | 0 (0,0%) | 12 (1,1%)   |
| Хиспаноамериканци | 0 (0,0%) | 109 (10,1%) |
| Укупно            | 0        | 1.077       |